# Temporada 2013 de GP2 Series
La temporada 2013 de GP2 Series fue la novena edición de la competición de GP2, una serie de apoyo a la temporada 2013 de Fórmula 1.
La temporada 2013 vio a tres nuevos equipos -RUSSIAN TIME, Hilmer Motorsport y MP Motorsport- unirse al campeonato, en sustitución de iSport International, Ocean Racing Technology y la Scuderia Coloni, respectivamente. El 2013 fue programado como la última temporada en la que los equipos compiten con el monoplaza de tercera generación -el Dallara GP2/11- que fue introducido en 2011, pero los organizadores decidieron mantener el GP2/11 para otro ciclo de tres años, en un intento de reducir los costos.

## Escuderías y pilotos
Nota: Como todos los equipos usan los chasis Dallara GP2/11 con el motor Mecachrome V8 de Renault y neumáticos Pirelli, no se especifican los datos de los vehículos.
| Escudería            | N.º | Piloto              | Rondas    |
| -------------------- | --- | ------------------- | --------- |
| DAMS                 | 1   | Marcus Ericsson     | Todas     |
| DAMS                 | 2   | Stéphane Richelmi   | Todas     |
| ART Grand Prix       | 3   | James Calado        | Todas     |
| ART Grand Prix       | 4   | Daniel Abt          | Todas     |
| Arden International  | 5   | Johnny Cecotto, Jr. | Todas     |
| Arden International  | 6   | Mitch Evans         | Todas     |
| Racing Engineering   | 7   | Julián Leal         | Todas     |
| Racing Engineering   | 8   | Fabio Leimer        | Todas     |
| Carlin               | 9   | Felipe Nasr         | Todas     |
| Carlin               | 10  | Jolyon Palmer       | Todas     |
| RUSSIAN TIME         | 11  | Sam Bird            | Todas     |
| RUSSIAN TIME         | 12  | Tom Dillmann        | Todas     |
| Caterham Racing      | 14  | Sergio Canamasas    | Todas     |
| Caterham Racing      | 15  | Ma Qing Hua         | 1         |
| Caterham Racing      | 15  | Alexander Rossi     | 2–11      |
| Barwa Addax Team     | 16  | Jake Rosenzweig     | Todas     |
| Barwa Addax Team     | 17  | Rio Haryanto        | Todas     |
| Rapax                | 18  | Stefano Coletti     | Todas     |
| Rapax                | 19  | Simon Trummer       | Todas     |
| Trident Racing       | 20  | Nathanaël Berthon   | Todas     |
| Trident Racing       | 21  | Kevin Ceccon        | 1–6       |
| Trident Racing       | 21  | Ricardo Teixeira    | 7–8       |
| Trident Racing       | 21  | Sergio Campana      | 9         |
| Trident Racing       | 21  | Gianmarco Raimondo  | 10–11     |
| Hilmer Motorsport    | 22  | Conor Daly          | 1         |
| Hilmer Motorsport    | 22  | Robin Frijns        | 2–6       |
| Hilmer Motorsport    | 22  | Adrian Quaife-Hobbs | 7–11      |
| Hilmer Motorsport    | 23  | Pål Varhaug         | 1–2       |
| Hilmer Motorsport    | 23  | Jon Lancaster       | 3–7, 9–11 |
| Hilmer Motorsport    | 23  | Robin Frijns        | 8         |
| Venezuela GP Lazarus | 24  | René Binder         | Todas     |
| Venezuela GP Lazarus | 25  | Kevin Giovesi       | 1–4       |
| Venezuela GP Lazarus | 25  | Fabrizio Crestani   | 5–6       |
| Venezuela GP Lazarus | 25  | Vittorio Ghirelli   | 7–11      |
| MP Motorsport        | 26  | Adrian Quaife-Hobbs | 1–6       |
| MP Motorsport        | 26  | Dani Clos           | 7–11      |
| MP Motorsport        | 27  | Daniël de Jong      | Todas     |

## Calendario
| Rondas | Rondas | Circuito                                       | País        | Fecha            |
| ------ | ------ | ---------------------------------------------- | ----------- | ---------------- |
| 1      | L      | Circuito Internacional de Sepang, Kuala Lumpur | Malasia     | 23 de marzo      |
| 1      | C      | Circuito Internacional de Sepang, Kuala Lumpur | Malasia     | 24 de marzo      |
| 2      | L      | Circuito Internacional de Baréin, Sakhir       | Baréin      | 20 de abril      |
| 2      | C      | Circuito Internacional de Baréin, Sakhir       | Baréin      | 21 de abril      |
| 3      | L      | Circuito de Barcelona-Cataluña, Montmeló       | España      | 11 de mayo       |
| 3      | C      | Circuito de Barcelona-Cataluña, Montmeló       | España      | 12 de mayo       |
| 4      | L      | Circuito de Mónaco, Montecarlo                 | Mónaco      | 24 de mayo       |
| 4      | C      | Circuito de Mónaco, Montecarlo                 | Mónaco      | 25 de mayo       |
| 5      | L      | Circuito de Silverstone, Silverstone           | Reino Unido | 29 de junio      |
| 5      | C      | Circuito de Silverstone, Silverstone           | Reino Unido | 30 de junio      |
| 6      | L      | Nürburgring, Nürburg                           | Alemania    | 6 de julio       |
| 6      | C      | Nürburgring, Nürburg                           | Alemania    | 7 de julio       |
| 7      | L      | Hungaroring, Budapest                          | Hungría     | 27 de julio      |
| 7      | C      | Hungaroring, Budapest                          | Hungría     | 28 de julio      |
| 8      | L      | Circuito de Spa-Francorchamps, Francorchamps   | Bélgica     | 24 de agosto     |
| 8      | C      | Circuito de Spa-Francorchamps, Francorchamps   | Bélgica     | 25 de agosto     |
| 9      | L      | Autodromo Nazionale di Monza, Monza            | Italia      | 7 de septiembre  |
| 9      | C      | Autodromo Nazionale di Monza, Monza            | Italia      | 8 de septiembre  |
| 10     | L      | Circuito callejero de Marina Bay, Singapur     | Singapur    | 21 de septiembre |
| 10     | C      | Circuito callejero de Marina Bay, Singapur     | Singapur    | 22 de septiembre |
| 11     | L      | Circuito Yas Marina, Abu Dabi                  | EAU         | 2 de noviembre   |
| 11     | C      | Circuito Yas Marina, Abu Dabi                  | EAU         | 3 de noviembre   |

## Resultados

### Entrenamientos

#### Pretemporada
| Test | Circuito | Fecha         | Mejor clasificado | Escudería         | Tiempo   | Vueltas |
| ---- | -------- | ------------- | ----------------- | ----------------- | -------- | ------- |
| 1º   | Jerez    | 26 de febrero | Tom Dillmann      | Hilmer Motorsport | 1:25.059 | 35      |
| 1º   | Jerez    | 27 de febrero | Tom Dillmann      | Hilmer Motorsport | 1:24.400 | 37      |
| 1º   | Jerez    | 28 de febrero | James Calado      | ART Grand Prix    | 1:24.659 | 74      |
|      |          |               |                   |                   |          |         |
| 2º   | Montmeló | 5 de marzo    | Stefano Coletti   | Rapax             | 1:29.868 | 26      |
| 2º   | Montmeló | 6 de marzo    | James Calado      | ART Grand Prix    | 1:50.218 | 58      |
| 2º   | Montmeló | 7 de marzo    | Stefano Coletti   | Rapax             | 1:29.055 | 58      |

#### Postemporada
| Circuito   | Fecha          | Mejor clasificado  | Escudería       | Tiempo   | Vueltas |
| ---------- | -------------- | ------------------ | --------------- | -------- | ------- |
| Yas Marina | 5 de noviembre | Raffaele Marciello | Trident Racing  | 1:49.811 | 37      |
| Yas Marina | 6 de noviembre | Rio Haryanto       | Caterham Racing | 1:49.203 | 53      |
| Yas Marina | 7 de noviembre | Stoffel Vandoorne  | DAMS            | 1:48.657 | 62      |

### Temporada
| Ronda | Ronda | Ronda             | Pole Position      | Vuelta rápida      | Piloto ganador      | Escudería ganadora  | Resultados |
| ----- | ----- | ----------------- | ------------------ | ------------------ | ------------------- | ------------------- | ---------- |
| 1     | L     | Kuala Lumpur      | Stefano Coletti    | Sam Bird           | Fabio Leimer        | Racing Engineering  | Resultados |
| 1     | C     | Kuala Lumpur      |                    | Stefano Coletti    | Stefano Coletti     | Rapax               | Resultados |
| 2     | L     | Sakhir            | Fabio Leimer       | Johnny Cecotto Jr. | Fabio Leimer        | Racing Engineering  | Resultados |
| 2     | C     | Sakhir            |                    | Sam Bird           | Sam Bird            | RUSSIAN TIME        | Resultados |
| 3     | L     | Barcelona         | Marcus Ericsson    | Jon Lancaster      | Robin Frijns        | Hilmer Motorsport   | Resultados |
| 3     | C     | Barcelona         |                    | Stefano Coletti    | Stefano Coletti     | Rapax               | Resultados |
| 4     | L     | Montecarlo        | Johnny Cecotto Jr. | Stefano Coletti    | Sam Bird            | RUSSIAN TIME        | Resultados |
| 4     | C     | Montecarlo        |                    | Stefano Coletti    | Stefano Coletti     | Rapax               | Resultados |
| 5     | L     | Silverstone       | Marcus Ericsson    | Tom Dillmann       | Sam Bird            | RUSSIAN TIME        | Resultados |
| 5     | C     | Silverstone       |                    | Jon Lancaster      | Jon Lancaster       | Hilmer Motorsport   | Resultados |
| 6     | L     | Nürburgring       | Stéphane Richelmi  | Marcus Ericsson    | Marcus Ericsson     | DAMS                | Resultados |
| 6     | C     | Nürburgring       |                    | James Calado       | Jon Lancaster       | Hilmer Motorsport   | Resultados |
| 7     | L     | Budapest          | Tom Dillmann       | Marcus Ericsson    | Jolyon Palmer       | Carlin              | Resultados |
| 7     | C     | Budapest          |                    | Nathanaël Berthon  | Nathanaël Berthon   | Trident Racing      | Resultados |
| 8     | L     | Spa-Francorchamps | Sam Bird           | Tom Dillmann       | Sam Bird            | RUSSIAN TIME        | Resultados |
| 8     | C     | Spa-Francorchamps |                    | James Calado       | James Calado        | ART Grand Prix      | Resultados |
| 9     | L     | Monza             | Sam Bird           | Sam Bird           | Fabio Leimer        | Racing Engineering  | Resultados |
| 9     | C     | Monza             |                    | Fabio Leimer       | Adrian Quaife-Hobbs | Hilmer Motorsport   | Resultados |
| 10    | L     | Singapur          | Jolyon Palmer      | Jolyon Palmer      | Jolyon Palmer       | Carlin              | Resultados |
| 10    | C     | Singapur          |                    | Marcus Ericsson    | Sam Bird            | RUSSIAN TIME        | Resultados |
| 11    | L     | Yas Marina        | Alexander Rossi    | Jolyon Palmer      | Alexander Rossi     | EQ8 Caterham Racing | Resultados |
| 11    | C     | Yas Marina        |                    | Dani Clos          | James Calado        | ART Grand Prix      | Resultados |

## Neumáticos
| Compuesto | KUA | SAK | BAR | MON | SIL | NUR | BUD | SPA | MNZ | SIN | YMC |
| --------- | --- | --- | --- | --- | --- | --- | --- | --- | --- | --- | --- |
| Principal | H   | H   | H   | S   | H   | M   | M   | H   | H   | S   | M   |
| Opcional  | S   | S   | S   | SS  | M   | SS  | S   | S   | M   | SS  | SS  |
| Lluvia    | W   | W   | W   | W   | W   | W   | W   | W   | W   | W   | W   |

## Clasificaciones

### Sistema de puntuación
Los puntos se otorgarán a los 10 primeros clasificados en la carrera larga, y a los primeros 8 clasificados en la carrera corta. El piloto que logre la pole position en la carrera principal también recibirá cuatro puntos y dos puntos serán entregados al piloto que marque la vuelta rápida entre los diez primeros, tanto en la carrera larga como en la corta. No hay puntos extras otorgados a la pole en la carrera corta.
Puntos de carrera larga
| Posición | 1º | 2º | 3º | 4º | 5º | 6º | 7º | 8º | 9º | 10º | Pole | VR |
| Puntos   | 25 | 18 | 15 | 12 | 10 | 8  | 6  | 4  | 2  | 1   | 4    | 2  |

Puntos de carrera corta
Los puntos se otorgarán a los primeros 8 clasificados.
| Posición | 1º | 2º | 3º | 4º | 5º | 6º | 7º | 8º | VR |
| Puntos   | 15 | 12 | 10 | 8  | 6  | 4  | 2  | 1  | 2  |

### Campeonato de pilotos
| Pos. | Piloto              | KUA | KUA | SAK | SAK | BAR | BAR | MON | MON | SIL | SIL | NÜR | NÜR | BUD | BUD | SPA | SPA | MNZ | MNZ | SIN | SIN | YMC | YMC | Puntos |
| ---- | ------------------- | --- | --- | --- | --- | --- | --- | --- | --- | --- | --- | --- | --- | --- | --- | --- | --- | --- | --- | --- | --- | --- | --- | ------ |
| 1    | Fabio Leimer        | 1   | 12  | 1   | 9   | 18  | 9   | Ret | 13  | 4   | 15  | 4   | 3   | 4   | 3   | 4   | 5   | 1   | 6   | 5   | 3   | 4   | 3   | 201    |
| 2    | Sam Bird            | 7   | Ret | 6   | 1   | 21† | 12  | 1   | 24  | 1   | 5   | 13  | 8   | 10  | 8   | 1   | 14  | 2   | 4   | 8   | 1   | 10  | 4   | 181    |
| 3    | James Calado        | 2   | Ret | 12  | 5   | Ret | 11  | 5   | 5   | 9   | 3   | 2   | 2   | 9   | 6   | 8   | 1   | 6   | 26  | 3   | 20  | 6   | 1   | 157    |
| 4    | Felipe Nasr         | 4   | 2   | 4   | 2   | 2   | 3   | 4   | 4   | Ret | 7   | 9   | 4   | 3   | 5   | Ret | 8   | Ret | 12  | 2   | 16  | 7   | 18  | 154    |
| 5    | Stefano Coletti     | 3   | 1   | 2   | 3   | 4   | 1   | 6   | 1   | 21† | 10  | 3   | 19  | 16  | 20† | 13  | 23  | Ret | 13  | 12  | 24  | 20† | 9   | 135    |
| 6    | Marcus Ericsson     | Ret | 13  | 13  | Ret | Ret | 20  | Ret | 18  | 11  | 8   | 1   | 13  | 2   | 4   | 2   | 15  | Ret | 23  | 7   | 2   | 3   | 6   | 121    |
| 7    | Jolyon Palmer       | 6   | 9   | 5   | 6   | 10  | 4   | Ret | 12  | 6   | Ret | 24  | 11  | 1   | 12  | 15  | 6   | Ret | 10  | 1   | 17  | 2   | Ret | 119    |
| 8    | Stéphane Richelmi   | 8   | 4   | Ret | 13  | 15  | 15  | 9   | 8   | 2   | 19  | 5   | Ret | 5   | 9   | 7   | 4   | 4   | 25  | 4   | 4   | Ret | 20  | 103    |
| 9    | Alexander Rossi     |     |     | 3   | 20  | 6   | 6   | Ret | 19  | 10  | 9   | 11  | 6   | 13  | 16  | 3   | 22  | 8   | 2   | Ret | 23  | 1   | Ret | 92     |
| 10   | Tom Dillmann        | 14  | 11  | 8   | 4   | 5   | 26  | 11  | 25  | 3   | 6   | 8   | Ret | 20  | 11  | 5   | 9   | 3   | 5   | 6   | 14  | Ret | DNS | 92     |
| 11   | Jon Lancaster       |     |     |     |     | 3   | 10  | 12  | 17  | 5   | 1   | 7   | 1   | 23  | 18  |     |     | 13  | 17  | 9   | 5   | Ret | Ret | 73     |
| 12   | Julián Leal         | 5   | Ret | 19  | 16  | 13  | 25† | Ret | 14  | 8   | 4   | 22  | 12  | 15  | 21  | 6   | 2   | 5   | 3   | Ret | 12  | 16  | 10  | 62     |
| 13   | Adrian Quaife-Hobbs | Ret | 17  | 7   | 8   | 17  | 21  | 8   | 2   | 12  | 11  | Ret | 16  | 18  | Ret | 10  | 3   | 7   | 1   | 22  | 8   | 11  | 21† | 56     |
| 14   | Mitch Evans         | 10  | 3   | Ret | 15  | 12  | 13  | 3   | 3   | 19  | 14  | 16  | 7   | 7   | 2   | 11  | 10  | Ret | 15  | 11  | 15  | Ret | 14  | 56     |
| 15   | Robin Frijns        |     |     | 21  | 23  | 1   | 2   | Ret | 15  | 13  | Ret | 6   | Ret |     |     | 9   | Ret |     |     |     |     |     |     | 47     |
| 16   | Johnny Cecotto, Jr. | 12  | 5   | 10  | 12  | 8   | 5   | Ret | EX  | 17  | Ret | 10  | 5   | 21  | Ret | 14  | 7   | 12  | 8   | 14  | 6   | 8   | Ret | 41     |
| 17   | Kevin Ceccon        | 17  | 22  | 11  | 10  | 7   | 7   | 2   | 7   | Ret | 12  | Ret | DNS |     |     |     |     |     |     |     |     |     |     | 28     |
| 18   | Dani Clos           |     |     |     |     |     |     |     |     |     |     |     |     | 14  | Ret | 20  | 19  | 18  | 9   | 10  | 21  | 5   | 2   | 25     |
| 19   | Rio Haryanto        | 20  | 18  | 15  | 24  | 9   | 24  | Ret | 16  | 7   | 2   | 18  | 14  | 11  | 10  | 19  | 25  | 14  | 7   | 20  | 11  | 14  | 12  | 22     |
| 20   | Nathanaël Berthon   | Ret | 21  | 17  | 22  | Ret | 23  | Ret | 21  | 20  | Ret | 17  | 15  | 8   | 1   | 22  | 13  | Ret | 21  | Ret | 10  | 18† | 13  | 21     |
| 21   | Simon Trummer       | 9   | 6   | 9   | 14  | 19  | 16  | 13  | 23  | 24  | 16  | 14  | 9   | 6   | 7   | 12  | 11  | Ret | 16  | 16  | 13  | 13  | 7   | 20     |
| 22   | Daniel Abt          | Ret | 16  | 14  | 7   | 11  | 8   | 16  | 22  | 15  | Ret | 21  | 18  | 24† | 14  | 16  | 16  | 17  | 22  | 13  | DSQ | 9   | 5   | 11     |
| 23   | René Binder         | 11  | 8   | 18  | 25  | 20  | 19  | 7   | 6   | 16  | 13  | 20  | 10  | 22  | 13  | Ret | 20  | 16  | 14  | 18  | 9   | 15  | 16  | 11     |
| 24   | Daniël de Jong      | Ret | 14  | Ret | 19  | 16  | 18  | 10  | 9   | 22  | 18  | 15  | Ret | 12  | Ret | Ret | 17  | 11  | 19  | 17  | 7   | 19† | 17  | 3      |
| 25   | Sergio Canamasas    | 19  | 15  | 20  | 11  | Ret | 14  | 15  | 11  | 23  | 20  | 12  | 17  | Ret | Ret | Ret | 12  | 9   | 11  | 19  | Ret | 12  | 8   | 3      |
| 26   | Conor Daly          | 13  | 7   |     |     |     |     |     |     |     |     |     |     |     |     |     |     |     |     |     |     |     |     | 2      |
| 27   | Vittorio Ghirelli   |     |     |     |     |     |     |     |     |     |     |     |     | 17  | 17  | 18  | 18  | 10  | 20  | Ret | 19  | Ret | 19  | 1      |
| 28   | Jake Rosenzweig     | 18  | 20  | 16  | 19  | 14  | 22  | 14  | 10  | 14  | 21  | 23  | 20  | 25† | 15  | 17  | 21  | Ret | 18  | 15  | 18  | 21† | 11  | 0      |
| 29   | Kevin Giovesi       | 16  | 10  | Ret | 17  | Ret | 17  | Ret | 20  |     |     |     |     |     |     |     |     |     |     |     |     |     |     | 0      |
| 30   | Gianmarco Raimondo  |     |     |     |     |     |     |     |     |     |     |     |     |     |     |     |     |     |     | 21  | 22  | 17  | 15  | 0      |
| 31   | Pål Varhaug         | 15  | 19  | Ret | 21  |     |     |     |     |     |     |     |     |     |     |     |     |     |     |     |     |     |     | 0      |
| 32   | Sergio Campana      |     |     |     |     |     |     |     |     |     |     |     |     |     |     |     |     | 15  | 24  |     |     |     |     | 0      |
| 33   | Fabrizio Crestani   |     |     |     |     |     |     |     |     | 18  | 17  | 19  | 21  |     |     |     |     |     |     |     |     |     |     | 0      |
| 34   | Ricardo Teixeira    |     |     |     |     |     |     |     |     |     |     |     |     | 19  | 19  | 21  | 24  |     |     |     |     |     |     | 0      |
| 35   | Ma Qing Hua         | 21  | DNS |     |     |     |     |     |     |     |     |     |     |     |     |     |     |     |     |     |     |     |     | 0      |
| Pos. | Piloto              | KUA | KUA | SAK | SAK | BAR | BAR | MON | MON | SIL | SIL | NÜR | NÜR | BUD | BUD | SPA | SPA | MNZ | MNZ | SIN | SIN | YMC | YMC | Puntos |

#### Estadísticas del Campeonato de Pilotos
| Pos. | Piloto              | Escudería            | Carreras | Victorias | Podios | Poles | Vueltas rápidas | Puntos |
| ---- | ------------------- | -------------------- | -------- | --------- | ------ | ----- | --------------- | ------ |
| 1    | Fabio Leimer        | Racing Engineering   | 22       | 3         | 7      | 1     | 1               | 201    |
| 2    | Sam Bird            | RUSSIAN TIME         | 22       | 5         | 6      | 2     | 3               | 181    |
| 3    | James Calado        | ART Grand Prix       | 22       | 2         | 7      | 1     | 1               | 157    |
| 4    | Felipe Nasr         | Carlin               | 22       |           | 6      |       |                 | 154    |
| 5    | Stefano Coletti     | Rapax                | 22       | 3         | 7      | 1     | 4               | 135    |
| 6    | Marcus Ericsson     | DAMS                 | 22       | 1         | 5      | 2     | 3               | 121    |
| 7    | Jolyon Palmer       | Carlin               | 22       | 2         | 3      | 1     | 2               | 119    |
| 8    | Stéphane Richelmi   | DAMS                 | 22       |           | 1      | 1     |                 | 103    |
| 9    | Alexander Rossi     | Caterham Racing      | 20       | 1         | 4      | 1     |                 | 92     |
| 10   | Tom Dillmann        | RUSSIAN TIME         | 21       |           | 2      | 1     | 2               | 92     |
| 11   | Jon Lancaster       | Hilmer Motorsport    | 16       | 2         | 3      |       | 2               | 73     |
| 12   | Julián Leal         | Racing Engineering   | 22       |           | 2      |       |                 | 62     |
| 13   | Adrian Quaife-Hobbs | MP Motorsport        | 12       |           | 1      |       |                 | 56     |
| 13   | Adrian Quaife-Hobbs | Hilmer Motorsport    | 10       | 1         | 2      |       |                 | 56     |
| 14   | Mitch Evans         | Arden International  | 22       |           | 4      |       |                 | 56     |
| 15   | Robin Frijns        | Hilmer Motorsport    | 12       | 1         | 2      |       |                 | 47     |
| 16   | Johnny Cecotto, Jr. | Arden International  | 21       |           |        | 1     | 1               | 41     |
| 17   | Kevin Ceccon        | Trident Racing       | 13       |           | 1      |       |                 | 28     |
| 18   | Dani Clos           | Venezuela GP Lazarus | 10       |           | 1      |       | 1               | 25     |
| 19   | Rio Haryanto        | Barwa Addax Team     | 22       |           | 1      |       |                 | 22     |
| 20   | Nathanaël Berthon   | Trident Racing       | 22       | 1         | 1      |       | 1               | 21     |
| 21   | Simon Trummer       | Rapax                | 22       |           |        |       |                 | 20     |
| 22   | Daniel Abt          | ART Grand Prix       | 22       |           |        |       |                 | 11     |
| 23   | René Binder         | Venezuela GP Lazarus | 21       |           |        |       |                 | 11     |
| 24   | Daniël de Jong      | MP Motorsport        | 22       |           |        |       |                 | 3      |
| 25   | Sergio Canamasas    | Caterham Racing      | 22       |           |        |       |                 | 3      |
| 26   | Conor Daly          | Hilmer Motorsport    | 2        |           |        |       |                 | 2      |
| 27   | Vittorio Ghirelli   | Venezuela GP Lazarus | 10       |           |        |       |                 | 1      |
| 28   | Jake Rosenzweig     | Barwa Addax Team     | 22       |           |        |       |                 | 0      |
| 29   | Kevin Giovesi       | Venezuela GP Lazarus | 8        |           |        |       |                 | 0      |
| 30   | Gianmarco Raimondo  | Trident Racing       | 4        |           |        |       |                 | 0      |
| 31   | Pål Varhaug         | Hilmer Motorsport    | 4        |           |        |       |                 | 0      |
| 32   | Sergio Campana      | Trident Racing       | 2        |           |        |       |                 | 0      |
| 33   | Fabrizio Crestani   | Venezuela GP Lazarus | 4        |           |        |       |                 | 0      |
| 34   | Ricardo Teixeira    | Trident Racing       | 4        |           |        |       |                 | 0      |
| 35   | Ma Qing Hua         | Caterham Racing      | 1        |           |        |       |                 | 0      |

### Campeonato de escuderías
| Pos. | Escudería            | N.º | KUA | KUA | SAK | SAK | BAR | BAR | MON | MON | SIL | SIL | NÜR | NÜR | BUD | BUD | SPA | SPA | MNZ | MNZ | SIN | SIN | YMC | YMC | Puntos |
| ---- | -------------------- | --- | --- | --- | --- | --- | --- | --- | --- | --- | --- | --- | --- | --- | --- | --- | --- | --- | --- | --- | --- | --- | --- | --- | ------ |
| 1    | RUSSIAN TIME         | 11  | 7   | Ret | 6   | 1   | 21† | 12  | 1   | 24  | 1   | 5   | 13  | 8   | 10  | 8   | 1   | 14  | 2   | 4   | 8   | 1   | 10  | 4   | 273    |
| 1    | RUSSIAN TIME         | 12  | 14  | 11  | 8   | 4   | 5   | 26  | 11  | 25  | 3   | 6   | 8   | Ret | 20  | 11  | 5   | 9   | 3   | 5   | 6   | 14  | Ret | DNS | 273    |
| 2    | Carlin               | 9   | 4   | 2   | 4   | 2   | 2   | 3   | 4   | 4   | Ret | 7   | 9   | 4   | 3   | 5   | Ret | 8   | Ret | 12  | 2   | 16  | 7   | 18  | 273    |
| 2    | Carlin               | 10  | 6   | 9   | 5   | 6   | 10  | 4   | Ret | 12  | 6   | Ret | 24  | 11  | 1   | 12  | 15  | 6   | Ret | 10  | 1   | 17  | 2   | Ret | 273    |
| 3    | Racing Engineering   | 7   | 5   | Ret | 19  | 16  | 13  | 25† | Ret | 14  | 8   | 4   | 22  | 12  | 15  | 21  | 6   | 2   | 5   | 3   | Ret | 12  | 16  | 10  | 263    |
| 3    | Racing Engineering   | 8   | 1   | 12  | 1   | 9   | 18  | 9   | Ret | 13  | 4   | 15  | 4   | 3   | 4   | 3   | 4   | 5   | 1   | 6   | 5   | 3   | 4   | 3   | 263    |
| 4    | DAMS                 | 1   | Ret | 13  | 13  | Ret | Ret | 20  | Ret | 18  | 11  | 8   | 1   | 13  | 2   | 4   | 2   | 15  | Ret | 23  | 7   | 2   | 3   | 6   | 224    |
| 4    | DAMS                 | 2   | 8   | 4   | Ret | 13  | 15  | 15  | 9   | 8   | 2   | 19  | 5   | Ret | 5   | 9   | 7   | 4   | 4   | 25  | 4   | 4   | Ret | 20  | 224    |
| 5    | ART Grand Prix       | 3   | 2   | Ret | 12  | 5   | Ret | 11  | 5   | 5   | 9   | 3   | 2   | 2   | 9   | 6   | 8   | 1   | 6   | 26  | 3   | 20  | 6   | 1   | 168    |
| 5    | ART Grand Prix       | 4   | Ret | 16  | 14  | 7   | 11  | 8   | 16  | 22  | 15  | Ret | 21  | 18  | 24† | 14  | 16  | 16  | 17  | 22  | 13  | DSQ | 9   | 5   | 168    |
| 6    | Hilmer Motorsport    | 22  | 13  | 7   | 21  | 23  | 1   | 2   | Ret | 15  | 13  | Ret | 6   | Ret | 18  | Ret | 10  | 3   | 7   | 1   | 22  | 8   | 11  | 21† | 155    |
| 6    | Hilmer Motorsport    | 23  | 15  | 19  | Ret | 21  | 3   | 10  | 12  | 17  | 5   | 1   | 7   | 1   | 23  | 18  | 9   | Ret | 13  | 17  | 9   | 5   | Ret | Ret | 155    |
| 7    | Rapax                | 18  | 3   | 1   | 2   | 3   | 4   | 1   | 6   | 1   | 21† | 10  | 3   | 19  | 16  | 20† | 13  | 23  | Ret | 13  | 12  | 24  | 20† | 9   | 155    |
| 7    | Rapax                | 19  | 9   | 6   | 9   | 14  | 19  | 16  | 13  | 23  | 24  | 16  | 14  | 9   | 6   | 7   | 12  | 11  | Ret | 16  | 16  | 13  | 13  | 7   | 155    |
| 8    | Arden International  | 5   | 12  | 5   | 10  | 12  | 8   | 5   | Ret | EX  | 17  | Ret | 10  | 5   | 21  | Ret | 14  | 7   | 12  | 8   | 14  | 6   | 8   | Ret | 97     |
| 8    | Arden International  | 6   | 10  | 3   | Ret | 15  | 12  | 13  | 3   | 3   | 19  | 14  | 16  | 7   | 7   | 2   | 11  | 10  | Ret | 15  | 11  | 15  | Ret | 14  | 97     |
| 9    | Caterham Racing      | 14  | 19  | 15  | 20  | 11  | Ret | 14  | 15  | 11  | 23  | 20  | 12  | 17  | Ret | Ret | Ret | 12  | 9   | 11  | 19  | Ret | 12  | 8   | 95     |
| 9    | Caterham Racing      | 15  | 21  | DNS | 3   | 20  | 6   | 6   | Ret | 19  | 10  | 9   | 11  | 6   | 13  | 16  | 3   | 22  | 8   | 2   | Ret | 23  | 1   | Ret | 95     |
| 10   | MP Motorsport        | 26  | Ret | 17  | 7   | 8   | 17  | 21  | 8   | 2   | 12  | 11  | Ret | 16  | 14  | Ret | 20  | 19  | 18  | 9   | 10  | 21  | 5   | 2   | 51     |
| 10   | MP Motorsport        | 27  | Ret | 14  | Ret | 18  | 16  | 18  | 10  | 9   | 22  | 18  | 15  | Ret | 12  | Ret | Ret | 17  | 11  | 19  | 17  | 7   | 19† | 17  | 51     |
| 11   | Trident Racing       | 20  | Ret | 21  | 17  | 22  | Ret | 23  | Ret | 21  | 20  | Ret | 17  | 15  | 8   | 1   | 22  | 13  | Ret | 21  | Ret | 10  | 18† | 13  | 49     |
| 11   | Trident Racing       | 21  | 17  | 22  | 11  | 10  | 7   | 7   | 2   | 7   | Ret | 20  | Ret | DNS | 19  | 19  | 21  | 21  | 15  | 24  | 21  | 22  | 17  | 15  | 49     |
| 12   | Barwa Addax Team     | 16  | 18  | 20  | 16  | 19  | 14  | 22  | 14  | 10  | 14  | 21  | 23  | 20  | 25† | 15  | 17  | 21  | Ret | 18  | 15  | 11  | 21† | 11  | 22     |
| 12   | Barwa Addax Team     | 17  | 20  | 18  | 15  | 24  | 9   | 24  | Ret | 16  | 7   | 2   | 18  | 14  | 11  | 10  | 19  | 25  | 14  | 7   | 20  | 18  | 14  | 12  | 22     |
| 13   | Venezuela GP Lazarus | 24  | 11  | 8   | 18  | 25  | 20  | 19  | 7   | 6   | 16  | 13  | 20  | 10  | 22  | 13  | Ret | 20  | 16  | 14  | 18  | 9   | 15  | 16  | 12     |
| 13   | Venezuela GP Lazarus | 25  | 16  | 10  | Ret | 17  | Ret | 17  | Ret | 20  | 18  | 17  | 19  | 21  | 17  | 17  | 18  | 18  | 10  | 20  | Ret | 19  | Ret | 19  | 12     |
| Pos. | Escudería            | N.º | KUA | KUA | SAK | SAK | BAR | BAR | MON | MON | SIL | SIL | NÜR | NÜR | BUD | BUD | SPA | SPA | MNZ | MNZ | SIN | SIN | YMC | YMC | Puntos |

| Color     | Resultado              |
| --------- | ---------------------- |
| Oro       | Ganador                |
| Plata     | 2.ª plaza              |
| Bronce    | 3.ª plaza              |
| Verde     | Finalizó en los puntos |
| Azul      | Finalizó sin puntos    |
| Azul      | NC - No clasificado    |
| Violeta   | Ret - No terminó       |
| Rojo      | DNQ - No se clasificó  |
| Negro     | DSQ - Descalificado    |
| Blanco    | DNS - No empezó        |
| Blanco    | WD - Retirado          |
| Blanco    | C - Carrera cancelada  |
| Sin color | DNP - No participó     |
| Sin color | INJ - Lesionado        |
| Sin color | EX - Excluido          |

| Estado  | Resultado |
| ------- | --- |
| Negrita | Pole position |
| Cursiva | Vuelta rápida puntuable, el piloto cumplió los requisitos para ser bonificado con uno o más puntos por lograr la vuelta rápida |
| †       | Abandona, pero clasifica al completar el porcentaje requerido para ello                                                        |

#### Estadísticas del Campeonato de Escuderías
| Pos. | Escudería            | Carreras | Victorias | Podios | Poles | Vueltas rápidas | Puntos |
| ---- | -------------------- | -------- | --------- | ------ | ----- | --------------- | ------ |
| 1    | RUSSIAN TIME         | 11       | 5         | 8      | 3     | 5               | 273    |
| 2    | Carlin               | 11       | 2         | 9      | 1     | 2               | 273    |
| 3    | Racing Engineering   | 11       | 3         | 9      | 1     | 1               | 263    |
| 4    | DAMS                 | 11       | 1         | 5      | 3     | 3               | 224    |
| 5    | ART Grand Prix       | 11       | 2         | 7      |       | 2               | 168    |
| 6    | Hilmer Motorsport    | 11       | 4         | 7      |       | 2               | 155    |
| 7    | Rapax                | 11       | 3         | 7      | 1     | 4               | 155    |
| 8    | Arden International  | 11       |           | 4      | 1     | 1               | 97     |
| 9    | Caterham Racing      | 11       | 1         | 4      | 1     |                 | 95     |
| 10   | MP Motorsport        | 11       |           | 2      |       | 1               | 51     |
| 11   | Trident Racing       | 11       | 1         | 2      |       | 1               | 49     |
| 12   | Barwa Addax Team     | 11       |           | 1      |       |                 | 22     |
| 13   | Venezuela GP Lazarus | 11       |           |        |       |                 | 12     |